# Alejandro Betancourt López
Leopoldo Alejandro Betancourt López (Caracas, Venezuela; 22 de febrero de 1980) es un empresario venezolano propietario del grupo de inversión O'Hara Administration, presidente de Derwick Associates y Hawkers. También miembro de la junta directiva de Pacific Energy and Exploration Corp.

## Carrera
Alejandro Betancourt cuenta con una licenciatura en Económicas y Administración de Empresas por la Suffolk University, Estados Unidosy un MBA  de la Universidad de Oxford. Inició trabajando en una compañía en el sector energético y en la explotación, producción y comercio del petróleo, en ella, desempeñó el cargo de gerente comercial. Posteriormente trabajó en BGB Energy, empresa que estuvo encargada de representar, en joint venture con la antigua GESCA GAS en Venezuela, a la corporación internacional Kawasaki Heavy Industries. Como ejecutivo de BGB Energy participó en el Proyecto de interconexión Centro Occidente (ICO) de Venezuela desarrollado por PDVSA  y también en la planificación de un taller para empaquetamiento de equipos relacionados con la generación eléctrica.
También fue cofundador junto a Pedro Trebbau de Derwick Associates Corp., empresa venezolana dedicada al sector energético. Desde su inicio en 2003, la empresa ha obtenido once contratos para la construcción de plantas termoeléctricas en Venezuela; cinco de los contratos otorgados por Electricidad de Caracas (que en diciembre de 2011 pasó a formar parte de Corpoelec), cinco de Petróleos de Venezuela SA (PDVSA, negociados con Bariven, una división de PDVSA), y uno por Corporación Venezolana de Guayana (CVG).
En junio de 2015 el grupo financiero BDK Financial Group, del cual Alejandro Betancourt es accionista, inauguró la sede del Banque de Dakar en Senegal. El holding financiero se enfoca en ofrecer servicios bancarios en la región de África francófona y en marzo de 2016 ha nombrado a Alfredo Sáenz Abad presidente del banco.
En 2024 fue nombrado caballero de la Orden del Camino de Santiago.

## Derwick
En diciembre de 2013, Corpoelec, la empresa eléctrica nacional de Venezuela, comenzó la instalación de cinco centrales eléctricas por Derwick.
En julio de 2013, el empresario y ex-embajador de EE.UU en Venezuela Otto Reich presentó una demanda civil en la Corte Federal de Nueva York, alegando que Betancourt y sus socios en Derwick, le habían difamado y causado pérdidas en su negocio. La demanda contra Betancourt fue desestimada por el juez en abril de 2015. Betancourt mantuvo reuniones previas con el juez encargado Rudy Giuliani en España para detener la demanda en su contra.
En marzo del 2014, el abogado de derechos humanos Thor Halvorssen Mendoza demanda a Alejandro Betancourt López, y a sus socios por haberle difamado y dañado su reputación. Halvorssen alega que Betancourt y otros directivos de Derwick pagaron un soborno de 50 000 000 de dólares a Diosdado Cabello, presidente de la Asamblea Nacional de Venezuela. Joe DeMaria, el abogado de Derwick, manifestó que las acusaciones de Halvorssen son absolutamente falsas. Adicionalmente, el banco implicado que presuntamente había recibido el pago, Banesco en Panamá, también negó la acusación. En julio de 2015, el juez desestimó la demanda por falta de pruebas. En mayo de 2018, Halvorssen presentó una nueva demanda por daños y perjuicios contra Betancourt y otros socios por conspirar para difamarle.  Esta demanda fue desestimada el 10 de septiembre de 2019 por falta de pruebas. En mayo de 2019 el letrado de Betancourt, Javier Gómez Bermúdez declaró que a esa fecha, todos los procesos contra Alejandro Betancourt habían sido archivados. Desde 2018, Francisco Convit, primo de Betancourt, está acusado de enriquecerse con un esquema de préstamos a PDVSA. En la investigación se cita un alias, identificado por diversas fuentes como Betancourt, que presuntamente habría recibido una transferencia de Convit, pero este no se encuentra acusado, pues según la investigación, no hay ninguna prueba de que participase en la presunta trama o conociese la procedencia de los fondos. El abogado Alejandro Rebolledo ha señalado a Betancourt como parte de un grupo de "empresarios vinculados al régimen de Nicolás Maduro".

## O’Hara Administration
En mayo de 2015, O’Hara Administration, un grupo internacional de inversores liderado por Alejandro Betancourt, se convirtió en el principal grupo de accionistas de la empresa petrolera Pacific Rubiales Energy controlando el 19,5 % de sus acciones. A finales de agosto de 2015 Alejandro Betancourt pasó a formar parte de la junta directiva de Pacific Energy & Exploration. Betancourt declaró en una entrevista que el nuevo nombre reflejaba un enfoque más amplio de la petrolera en América Latina.
En agosto de 2016, O’Hara, que controlaba el 19,95 % de las acciones, junto con el inversor mexicano Fernando Chico Pardo presentaron una oferta de restructuración de la deuda de Pacific por valor de $575 millones. Debido a la baja de los precios del petróleo, la empresa fue vendida a otro grupo y esto originó pérdidas a Betancourt.

## Hawkers
En octubre de 2016 O’Hara junto con los fundadores de la red social Tuenti, Félix Ruiz y Hugo Arévalo financiaron por valor de 50 millones de euros a la empresa española Hawkers. En noviembre de 2016, Hawkers reorganizó su cúpula directiva y nombró presidente a Betancourt.

## Auro
Betancourt respaldó como accionista de referencia la fundación de la empresa VTC Auro New Transport. En noviembre de 2022, Uber y Cabify presentaron ofertas en torno a 200 millones de euros para su adquisición.

## Premios y reconocimientos
En diciembre de 2013, Alejandro Betancourt, recogió el premio otorgado por la revista española Capital a la mejor iniciativa empresarial en Latinoamérica. El Centro Tecnológico de Turbinas es un proyecto que trabaja con operadores de electricidad.

## Vida personal
Su bisabuelo Hermógenes López fue presidente de Venezuela.